# Oederemia colorata
Oederemia colorata är en fjärilsart som beskrevs av Krulikovski 1890. Oederemia colorata ingår i släktet Oederemia och familjen nattflyn. Inga underarter finns listade i Catalogue of Life.